# マダライモリ
マダライモリ（斑井守、Triturus marmoratus）は、両生綱有尾目イモリ科クシイモリ属に分類される有尾類。

## 分布
スペイン北部、フランス南西部

## 形態
全長12-17cm。体色は緑色で、黒く不定形な斑紋が入る。種小名marmoratusは「大理石模様の、斑紋のある」の意で、和名や英名と同義。腹面は黒く、白い斑点が点在する。
繁殖期になるとオスの背面と尾の皮膚が、緑を基調に褐色の縦縞の入った鰭状に伸長する。また尾の側面に白い斑点が現れる。

## 生態
標高400m以下の森林を流れる河川や池沼付近に生息する。夜行性で、昼間は石や倒木の下等で休む。
食性は肉食性で昆虫や節足動物、甲殻類、陸棲の貝類等を食べる。
繁殖形態は卵生で、水草等に200-300個の卵を1個ずつ産みつける。オスはメスの目の前で尾を振る繁殖期には水棲になり、繁殖期が終わると再び陸棲になる。

## Status
VULNERABLE (IUCN Red List Ver. 3.1 (2001))

## 人間との関係
ペットとして飼育されることもあり、日本にも輸入されている。生息地では保護され、繁殖期のみ捕獲が許可されている。春先にかけて流通するが、年により流通量にはばらつきがある。飼育下繁殖個体が流通することもある。